# Halwill Junction
Halwill Junction är en by i Devon i England. Byn ligger 48,4 km från Exeter. Orten har 611 invånare (2015).